# Territorio del Minnesota

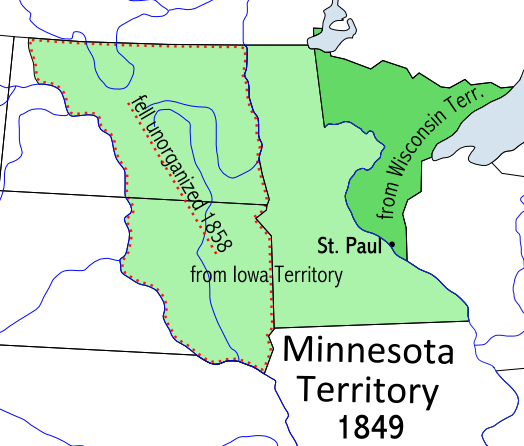
Il Territorio del Minnesota

Il Territorio del Minnesota fu territorio organizzato all'interno degli Stati Uniti, dal 3 marzo 1849 fino all'11 maggio 1858, quando la porzione orientale del territorio fu ammesso all'Unione come Stato del Minnesota.

## Storia
I confini del Territorio del Minnesota includevano l'attuale Minnesota e la maggior parte di ciò che più tardi divenne il Territorio del Dakota a est del fiume Missouri. Il territorio del Minnesota comprendeva anche porzioni del Territorio del Wisconsin che non fanno parte dello Stato del Wisconsin, che si trovano tra il fiume Mississippi e il Wisconsin stesso, tra cui la regione Arrowhead.
Al momento della sua formazione, il territorio conteneva tre città: St. Paul, St. Anthony (ora parte di Minneapolis), e Stillwater. Le maggiori istituzioni del territorio furono suddivise fra queste tre città: St. Paul divenne la capitale, Minneapolis fu il sito dell'Università del Minnesota e Stillwater fu la sede del carcere di stato.

## Governatori
Questo Territorio ebbe tre governatori:
1. Alexander Ramsey, dal 1º giugno 1849 al 15 maggio 1853
2. Willis Arnold Gorman, dal 15 maggio al 23 aprile 1857
3. Samuel Medary, dal 23 aprile 1857 al 24 maggio 1858

## Delegati al Congresso statunitense
- Henry Hastings Sibley, 1849-1853
- Henry Mower Rice, 1853-1857
- William W. Kingsbury, 1857-1858